# 1905 en science
| Années de la science : 1902 - 1903 - 1904 - 1905 - 1906 - 1907 - 1908    |
| Décennies de la science : 1870 - 1880 - 1890 - 1900 - 1910 - 1920 - 1930 |

Cet article présente les faits marquants de l'année 1905 en science.

## Événements
- 2 janvier : découverte d’Elara, septième satellite de Jupiter par Charles Dillon Perrine à l'observatoire Lick[1].
- 13 février : un article lu par Francis Younghusband devant la Société royale de Géographie de Londres indique que les scientifiques qui ont accompagné l’expédition militaire britannique au Tibet ont prouvé définitivement que l’Everest est le sommet le plus élevé du monde[2].
- 8 mai : transit de la Terre depuis Mars[3].

Le Roosevelt dans ses quartiers d'hiver le 12 décembre 1905.

- 16 juillet : départ de New York de la première expédition polaire menée par l'explorateur américain Robert Peary à bord du Roosevelt, parrainée par le Peary Arctic Club (en). Elle atteint la banquise le 5 septembre au cap Sheridan au nord-ouest de l'île d'Ellesmere. Peary et ses hommes se dirigent vers le nord et aurait atteint le 21 avril 1906 une latitude record de 87 degrés 6 minutes, à 382 km du Pôle Nord. Le navire est libéré des glaces le 24 août 1906[4],[5].
- 30 août : en Algérie, éclipse solaire, observée notamment par Henri Andoyer[6].

- Le psychologue français Alfred Binet construit avec Théodore Simon ses tests d'intelligence pour écoliers et publient une Échelle métrique de l'intelligence dans L'Année psychologique en 1905, 1908 et 1911[7].

### Sciences de la vie
- 3 mars : le zoologiste allemand Fritz Schaudinn et le médecin Erich Hoffmann découvrent l’agent causal de la syphilis, le Treponema pallidum[8].
- 1er avril : dans un article intitulé « Optima and limiting factors » publié dans les Annals of Botany le phytophysiologiste britannique Frederick Blackman propose la loi des facteurs limitants en physiologie végétale[9].
- 18 avril : le biologiste britannique William Bateson introduit dans une lettre à Alan Sedgwick le terme de « génétique » pour décrire l'étude de l'hérédité biologique[10].

- 15 mai : la généticienne américaine Nettie Stevens rédige une étude sur la spermatogenèse (Studies on spermatogenesis, publiée en septembre). Nettie Stevens et le zoologiste américain Edmund Beecher Wilson décrivent indépendamment le système XY de détermination sexuelle[11].

- 20 juin : le terme hormone est utilisé pour la première fois par le physiologiste britannique Ernest Starling lors d'une conférence donnée devant le Royal College of Physicians sur le contrôle chimique de la fonction corporelle[12].

- Le microbiologiste bulgare Stamen Grigorov isole d'un échantillon de yaourt la bactérie Lactobacillus bulgaricus[13].
- Le médecin bactériologiste maltais Themistocles Zammit met en évidence dans du lait de chèvre contaminé l'agent responsable de la brucellose ou « fièvre de Malte », la bactérie Brucella melitensis[14].

### Sciences physiques

Albert Einstein en 1905.

- 16 février : Charles Glover Barkla présente à la Royal Society de Londres ses travaux sur la polarisation des rayons X[15].
- 9 juin : Albert Einstein publie son article (reçu le 18 mars) sur l’effet photoélectrique (théorie des quanta)[16].
- 18 juillet :  Albert Einstein publie son article sur l'étude mathématique du mouvement brownien[16].
- 25 juillet : Carl von Linde reçoit un brevet pour un procédé permettant d'extraire l'oxygène et l'azote pur par un refroidissement de l'air par détente[17].

- 26 septembre : Albert Einstein publie son article intitulé « De l'électrodynamique des corps en mouvement », exposant la relativité restreinte[16].
- Octobre : Paul Langevin publie un article Sur la théorie du magnétisme dans le Journal de Physique[18] dans lequel il définie la fonction de Langevin dans la description du paramagnétisme.
- 21 novembre : Albert Einstein publie la formule E=mc2[16].
- 23 décembre : le physicien allemand Walther Hermann Nernst présente devant l'Académie des sciences de Göttingen une formulation de la troisième loi de la thermodynamique dans un article intitulé Ueber die Berechnung chemischer Gleichgewichte aus thermischen Messungen (« Sur le calcul des équilibres chimiques à partir des mesures thermiques »)[19].

- Le chimiste américain Bertram Boltwood met au point la méthode de datation par l'uranium-plomb (radiochronologie)[20].

## Publications
- Sigmund Freud : Trois essais sur la théorie sexuelle.
- Henri Poincaré : La Valeur de la Science, Flammarion, 1905.
- Reginald Punnett : Mendelism, Cambridge, Bowes and Bowes.
- Oswald Veblen : Theory on plane curves in non-metrical analysis situs[21].

## Prix
- Prix Nobel

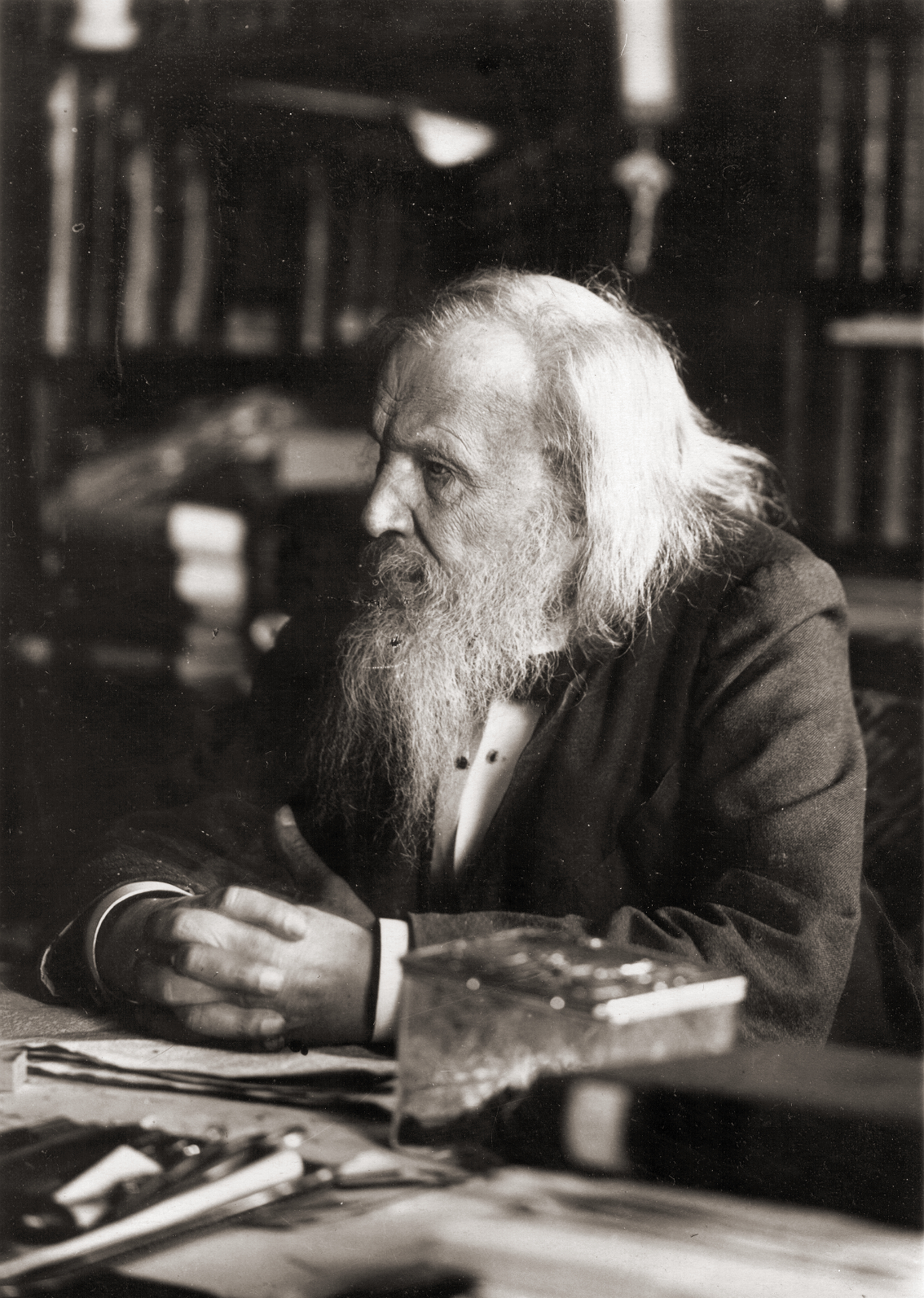
Dmitri Mendeleïev

  - Physique : Philipp Lenard (rayons cathodiques).
  - Chimie : Johann Friedrich Wilhelm Adolf von Baeyer (allemand)
  - Physiologie ou médecine : Robert Koch (Allemand) (tuberculose).

- Médailles de la Royal Society
  - Médaille Copley : Dmitri Mendeleïev
  - Médaille Davy : Albert Ladenburg
  - Médaille Hughes : Augusto Righi
  - Médaille royale : Charles Scott Sherrington, John Henry Poynting

- Médailles de la Geological Society of London
  - Médaille Lyell : Hans Reusch
  - Médaille Murchison : Edward John Dunn (en)
  - Médaille Wollaston : Jethro Justinian Harris Teall (en)

- Prix Jules-Janssen (astronomie) : Josep Comas Solà
- Médaille Linnéenne : Eduard Adolf Strasburger

## Naissances

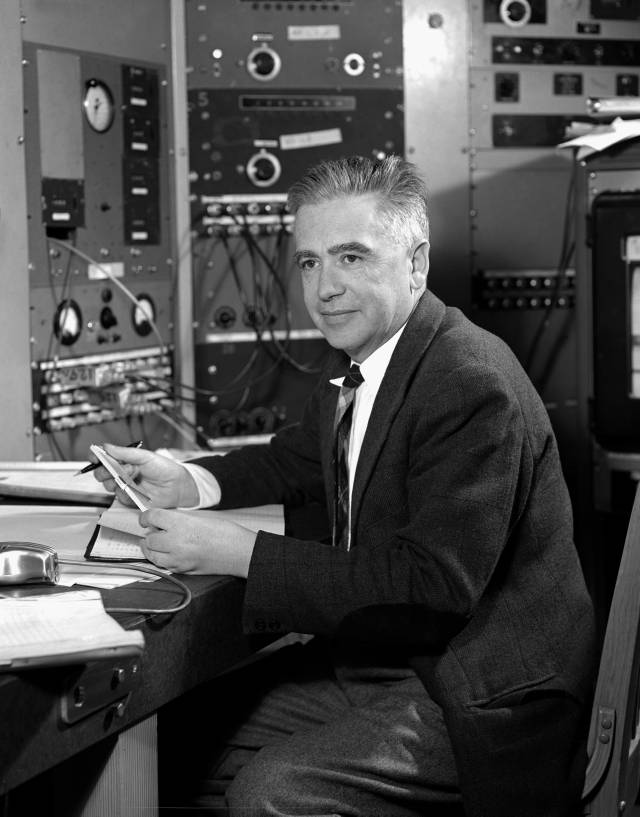
Emilio Gino Segre

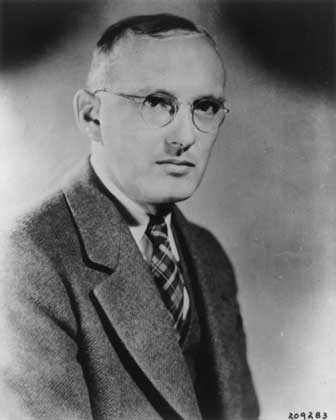
Karl Jansky

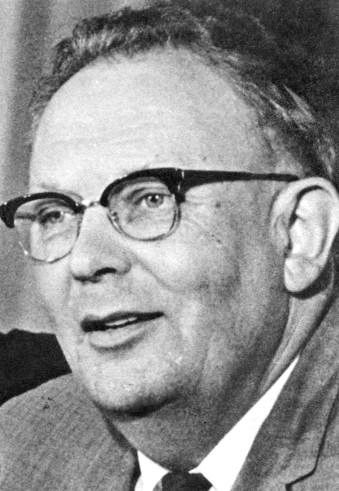
Gerard Kuiper

- 11 janvier : Clyde Kluckhohn (mort en 1960), anthropologue américain.
- 19 janvier : Georg Haas (mort en 1981), herpétologiste et paléontologue israélien.
- 28 janvier : György Kulin (mort en 1989), astronome hongrois.
- 1er février : Emilio Gino Segre (mort en 1989), physicien italien, prix Nobel de physique en 1959.
- 3 février : Georges Champetier (mort en 1980), chimiste français.
- 7 février : Ulf von Euler (mort en 1983), neurophysiologiste suédois, prix Nobel de physiologie ou médecine en 1970.
- 18 mars :
  - Alfred Bailey (mort en 1997), poète, anthropologue, ethnologue et historien canadien.
  - Thomas Townsend Brown (mort en 1985), physicien américain.
  - 27 mars : László Kalmár (mort en 1976), informaticien et logicien hongrois.
- 13 avril : Bruno Rossi (mort en 1993), physicien expérimentateur italo-américain.
- 18 avril : George Hitchings (mort en 1998), biologiste américain, Prix Nobel de physiologie ou médecine en 1988.
- 20 avril : Albrecht Unsöld (mort en 1995), astrophysicien allemand.
- 11 mai : Marcel Roubault (mort en 1974), géologue français.
- 14 mai : Ary Sternfeld (mort en 1980), ingénieur astronautique polonais.
- 21 mai : Ahmed Fakhry (mort en 1973), égyptologue égyptien.
- 23 juin : Isaac Schapera (mort en 2003), anthropologue britannique.
- 28 juin : Ashley Montagu (mort en 1999), anthropologue et humaniste anglais.
- 1er août : Helen Sawyer Hogg (morte en 1993), astronome américano-canadienne.
- 11 août : Erwin Chargaff (mort en 2002), biochimiste autrichien naturalisé américain.
- 16 août : Marian Rejewski (mort en 1980), cryptologue polonais.

- 3 septembre : Carl David Anderson (mort en 1991), physicien américain, prix Nobel de physique en 1936.
- 9 septembre : 
  - Sylvain Gagnière (mort en 1997), historien et archéologue français.
  - Albert-Félix de Lapparent (mort en 1975), paléontologue et géologue français.
- 13 septembre : Hans Jakob Polotsky (mort en 1991), orientaliste, linguiste, égyptologue et professeur israélien.
- 22 septembre : Eugen Sänger (mort en 1964), ingénieur aéronautique austro-allemand.
- 24 septembre : Howard Hughes (mort en 1976), aviateur, constructeur aéronautique, homme d'affaires et producteur de cinéma américain.
- 30 septembre : Nevill Mott (mort en 1996), physicien britannique, prix Nobel de physique de 1977.

- 1er octobre : Ri Sung-gi (mort en 1996), chimiste coréen.
- 5 octobre : Jacques Rousseau (mort en 1970), botaniste et ethnologue québécois.
- 9 octobre : Geoffrey Clough Ainsworth (mort en 1998), mycologue et un historien des sciences britannique.
- 21 octobre : Jotham Johnson (mort en 1967), archéologue américain.
- 22 octobre : Karl Jansky (mort en 1950), ingénieur américain.
- 23 octobre : Felix Bloch (mort en 1983), physicien suisse, prix Nobel de physique en 1952.
- 22 novembre : Erich Maren Schlaikjer (mort en 1972), géologue et paléontologue américain.

- 1er décembre : Clarence Zener (mort en 1993), physicien américain.
- 7 décembre : Gerard Kuiper (mort en 1973), astronome néerlandais naturalisé américain.
- 9 décembre : Angie Turner King (morte en 2004), chimiste, mathématicienne et enseignante américaine.
- 10 décembre : Richard Anthony Parker (mort en 1993), égyptologue américain.
- 22 décembre : Tommy Flowers (mort en 1998), ingénieur anglais, concepteur du Colossus.

- Muhammad Zakaria Goneim (mort en 1959), archéologue et égyptologue égyptien.
- Dorothy Demetracopolou Lee (morte en 1975), ethnologue américaine.

## Décès

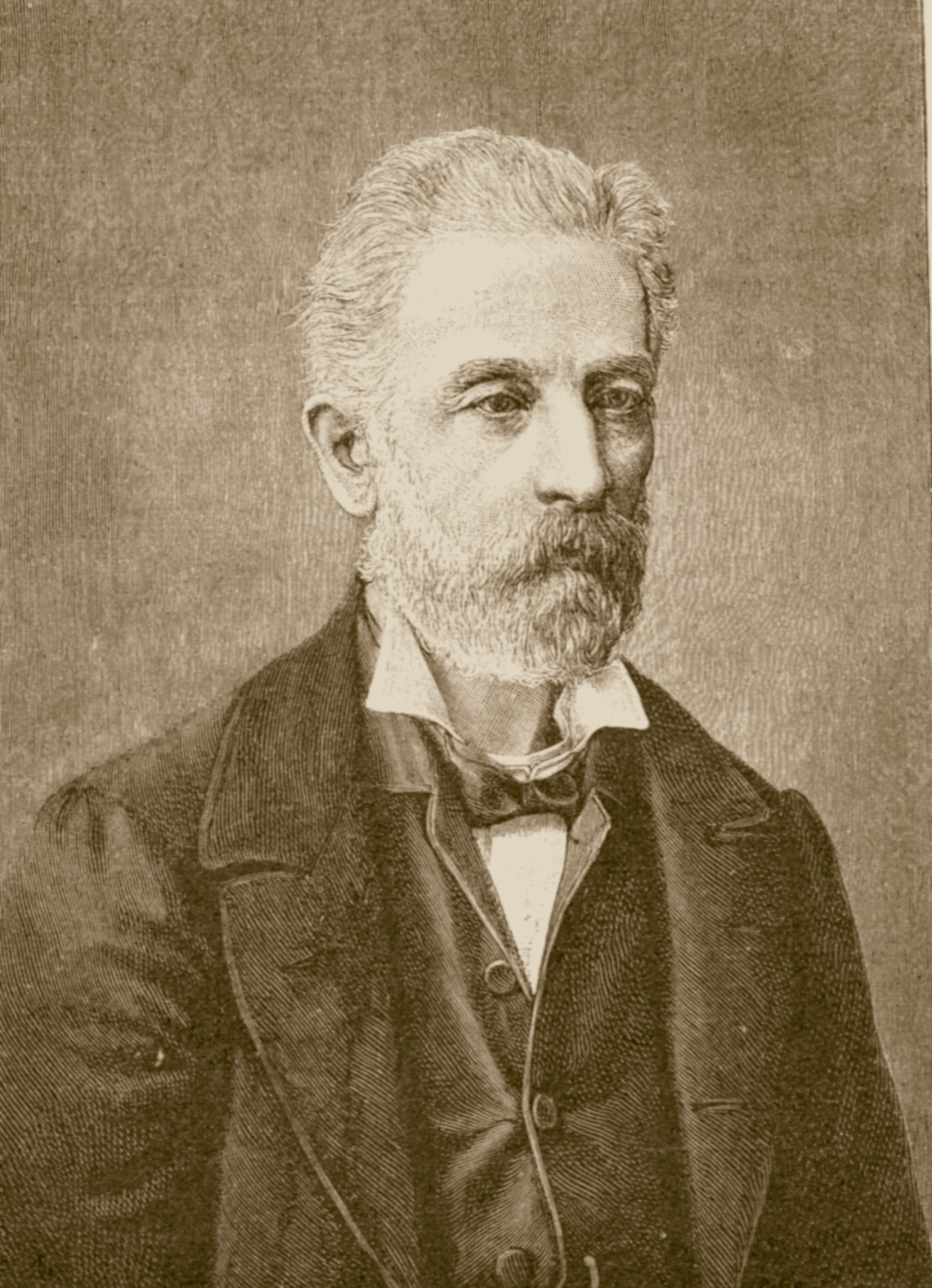
Adolf Bastian

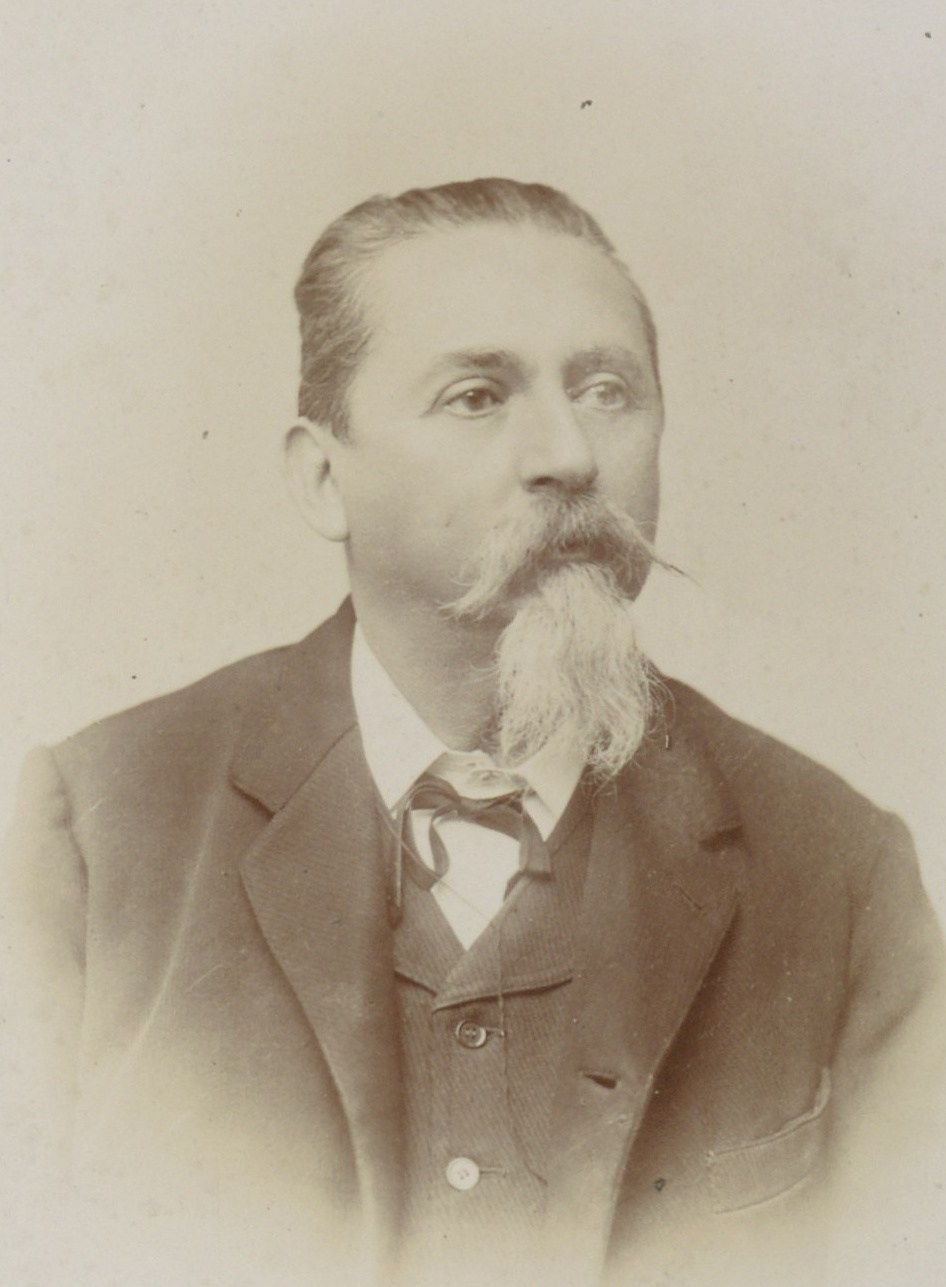
Pietro Tacchini

- 4 janvier : Paul-Pierre Henry (né en 1848), opticien et astronome français.
- 14 janvier : Ernst Abbe (né en 1840), physicien allemand.
- 29 janvier : François Folie (né en 1833), astronome belge.
- 2 février : Adolf Bastian (né en 1826), polymathe allemand.
- 14 février : Alpheus Spring Packard (né en 1839), zoologiste et géologue américain.
- 20 février : Henri de Saussure (né en 1829), entomologiste et minéralogiste suisse.
- 25 février : Temple Prime (né en 1832), conchyliologiste amateur américain.

- 24 mars : Pietro Tacchini (né en 1838), astronome italien.
- 5 avril : Charles Renard (né en 1847), ingénieur et inventeur français, aéronaute et pionnier de l'aviation.
- 6 avril : Henry Benedict Medlicott (né en 1829), géologue britannique.
- 14 avril : Otto Wilhelm von Struve (né en 1819), astronome russe.

- 18 juin : Per Theodor Cleve (né en 1840), chimiste et géologue suédois.
- 23 juin : William Thomas Blanford (né en 1823), géologue et naturaliste britannique.

- 28 juillet : John William Douglas (né en 1814), entomologiste britannique.

- 21 août : Jules Oppert (né en 1825), assyriologue français.

- 3 octobre : Walter Wislicenus (né en 1859), astronome allemand.
- 6 octobre : Ferdinand von Richthofen (né en 1833), géologue allemand.
- 25 octobre : Charles William Wilson (né en 1836), officier, cartographe, archéologue et géographe britannique.

- 2 novembre : Rudolph Albert von Kölliker (né en 1817), médecin et biologiste suisse.
- 3 novembre : Gustave de Walque (né en 1826), géologue et professeur d'université belge.
- 12 novembre : Eugène Arnaud (né en 1826), pasteur, archéologue et historien français.